# Manoir de Sierhagen
Le manoir de Sierhagen (Herrenhaus Sierhagen) est la maison seigneuriale du domaine de Sierhagen dans le Schleswig-Holstein. Il se trouve dans la commune d'Altenkrempe, près de Neustadt, non loin de la baie de Neustadt (qui fait partie de la baie de Lübeck).

## Histoire
Le domaine est mentionné sous le nom wende de Syra au XIIe siècle. Les seigneurs de Syra, Volrad et son frère, y construisent une maison fortifiée au début du XIIIe siècle. Le domaine passe aux mains de diverses familles de la noblesse locale, au milieu du XVIe siècle aux Buchwaldt, en 1666 aux comtes de Demath, puis aux comtes de Brockdorff. Wulf Heinrich von Thienen l'acquiert en 1765 et sa fille, le fait passer par mariage aux Plessen. C'est la branche Scheel-Plessen qui le possède en 1809. Carl von Scheel-Plessen (1811-1892), homme politique germano-danois puis prussien y est né, ainsi que son petit-fils, l'explorateur et ornithologue Victor von Plessen (1900-1980).
Le manoir, sur une île, se compose de quatre bâtiments autour d'une cour à laquelle on accède par un pont au-dessus des douves et dont le bâtiment principal est de style classique, réaménagé en 1825 par le hambourgeois Alexis de Chateauneuf. les communs sont refaits en 1880.

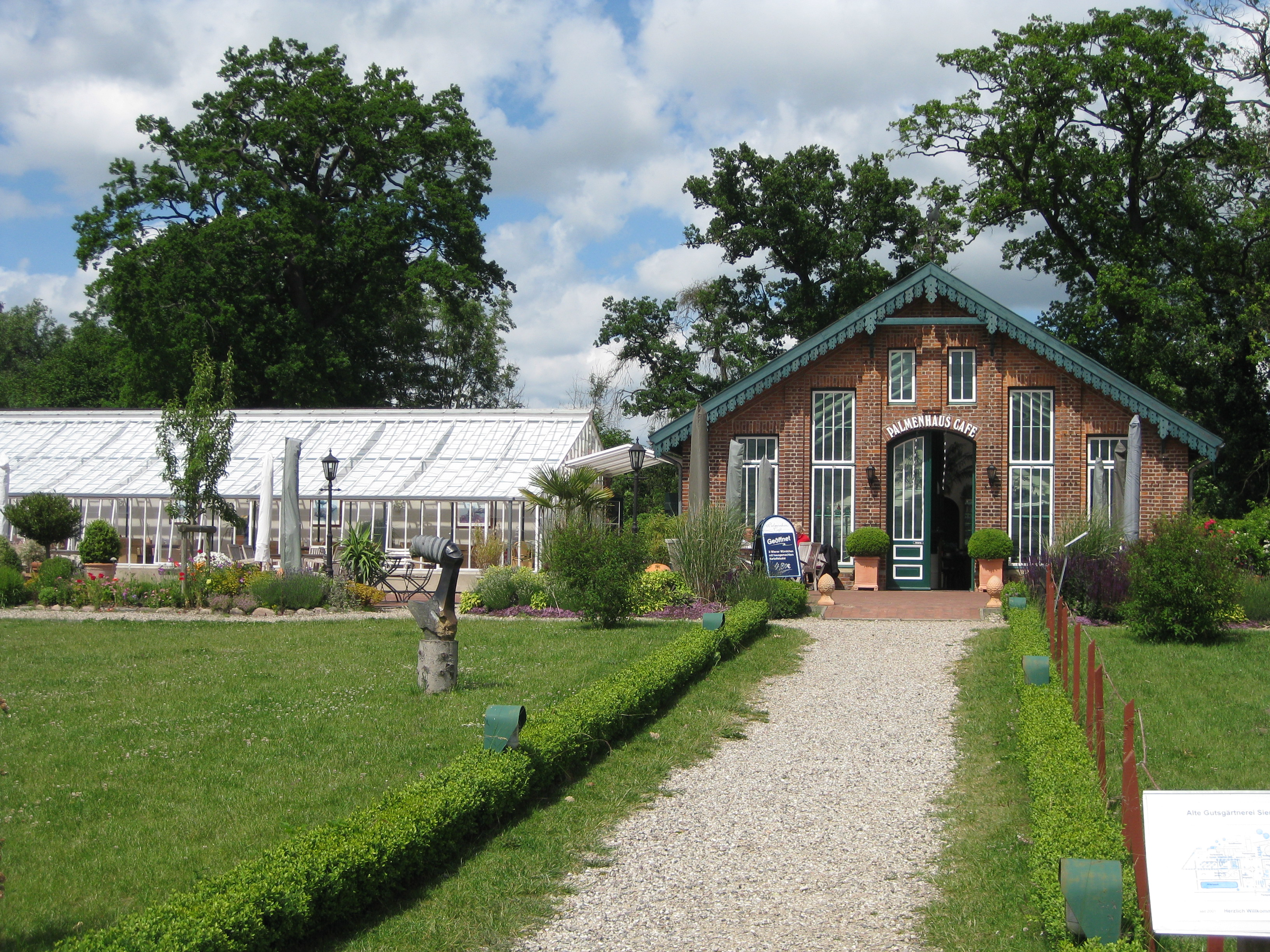
Vue du jardin avec les serres

Le manoir ne se visite pas, car il est une exploitation agricole privée.

## Source
- (de) Cet article est partiellement ou en totalité issu de l’article de Wikipédia en allemand intitulé « Gut Sierhagen » (voir la liste des auteurs).